# Fyrstbiskop
En fyrstbiskop (tysk: Fürstbischof) var en biskop, som samtidig var rigsfyrste med personlig stemme (virilstemme) i rigsdagen. Fyrstbiskoppen var gejstlig hersker over et fyrstbispedømme (tysk: Fürstbistum) og samtidig verdslig hersker over et rigsumiddelbart territorium, som blev kaldet højstift (tysk: Hochstift). Højstiftet var ofte af langt mindre udstrækning end fyrstbispedømmet, men kunne have anselig størrelse (f.eks. over 10.000 km² i Salzburgs tilfælde). De respektive betegnelser for ærkebiskoper var fyrstærkebiskop, fyrstærkebispedømme og ærkestift (tysk: Fürsterzbischof, Fürsterzbistum, Erzstift). Også en del abbeder, abbedisser og provster var rigsumiddelbare; disse blev kaldt rigsprælater.

## Udbredelse
Fyrstbiskopper forekom gennem tiden blandt andet i Det Tysk-romerske Rige, (hvor de forsvandt de facto i 1806), i det baltiske område (indtil omkring 1561) og i Montenegro (indtil 1918).

## Det Tysk-romerske Riges fystbiskopper

### Stilling
Fyrstbiskopperne var et af Det Tysk-romerske Riges vigtigste embeder. Således var fyrstærkebiskopperne af Mainz, Trier og Köln rigets fremmeste kurfyrster. Fyrstbiskopperne blev ofte også regnet for at være kejserens vigtigste støtter. Biskoppernes fyrstestatus gik tilbage til de tysk-romerske herskeres politik i tidligste middelalder. i modsætning til de mægtige verdslige fyrstefamilier havde biskopper ikke dynastiske interesser. Ofte blev biskopperne til og med udnævnt af kejserne.

### Antal og udvikling i Det Tysk-romerske Rige
I Det Tysk-romerske Rige fandtes oprindeligt omkring 92 fyrst(ærke)biskopper, det vil sige, at samtlige biskopper inden for riget var rigsfyrster. Tallet blev gradvist reduceret, dels fordi bispedømmerne havnede uden for riget (f.eks. Aquileia i Italien, Bisanz i Frankrig, Chur i Schweiz), dels fordi fyrstbiskopperne mistede rigsumiddelbarheden (f.eks. Chiemsee, Gurk, Seckau), dels fordi områderne blev protestantiske, og stemmerne blev overtaget af verdslige herskere, (f.eks. Magdeburg af Brandenburg, Meißen af Sachsen, Schwerin af Mecklenburg). Den eneste protestantiske biskop, som forblev rigsfyrste, var fyrstbiskoppen af Lübeck.
Før napoleonskrigene (dvs. omkring 1792) fandtes der endnu fem fyrstærkebispedømmer og 24 fyrstbispedømmer (se listen). Fire af disse blev annekteret af franske tropper mellem 1794 og 1799 (Bisanz, Chur, Lüttich og Sitten). Resten blev, med undtagelse af Regensburg, sekulariseret ved Reichsdeputationshauptschluss i 1803.

### Liste over tyske fyrstbispedømmer 1792
- Kurfystedømmet og fyrstærkebispedømmet Mainz
- Kurfystedømmet og fyrsteærkebispedømmet Trier
- Kurfystedømmet og fyrstærkebispedømmet Köln
- Fyrstærkebispedømmet Bisanz
- Fyrstærkebispedømmet Salzburg
- Fyrstbispedømmet Augsburg
- Fyrstbispedømmet Bamberg
- Fyrstbispedømmet Basel
- Fyrstbispedømmet Brixen
- Fyrstbispedømmet Chur
- Fyrstbispedømmet Corvey
- Fyrstbispedømmet Eichstätt
- Fyrstbispedømmet Freising
- Fyrstbispedømmet Fulda
- Fyrstbispedømmet Hildesheim
- Fyrstbispedømmet Konstanz
- Fyrstbispedømmet Lübeck
- Fyrstbispedømmet Lüttich
- Fyrstbispedømmet Münster
- Fyrstbispedømmet Osnabrück
- Fyrstbispedømmet Paderborn
- Fyrstbispedømmet Passau
- Fyrstbispedømmet Regensburg
- Fyrstbispedømmet Sitten
- Fyrstbispedømmet Speyer
- Fyrstbispedømmet Straßburg
- Fyrstbispedømmet Trient
- Fyrstbispedømmet Worms
- Fyrstbispedømmet Würzburg

## Baltiske fyrstbiskopper
En lignende stilling som i Det Tysk-romerske Rige indtog også ærkebiskop og biskopper i Baltikum. Også her var der tale om selvstændige småfyrster, der dels herskede suverænt over eget højstift, dels havde biskoppelig status over delområder inden for Den Tyske Ordensstat. Karakteristisk var tillige deres deltagelse i landdage, således Landdagen i Valga 1419 og 1435 ved siden af hansestæders og Den Tyske Ordens repræsentanter.

### Liste over baltiske fyrstbispedømmer til 1561
- Fyrstærkebispedømmet Riga
- Fyrstbispedømmet Øsel-Wiek
- Fyrstbispedømmet Tartu
- Fyrstbispedømmet Kurland
- Fyrstbispedømmet Reval

## Ekstern henvisning
- Salmonsens konversationsleksikon: Fyrstbiskop Arkiveret 27. juli 2011 hos  Wayback Machine